# Римниставели, Гиви Ильич
Гиви Ильич Римниставели (груз. გივი რიმნისთაველი) — бригадир вырубщиков обувного производственного объединения «Исани» в Тбилиси, лауреат Государственной премии СССР за выдающиеся достижения в труде.

## Биография
Родился в 1941 году в Тбилиси. Член КПСС.
В 1961—1971 — вырубщик обувной фабрики «Исани»
В 1971—1991 — бригадир вырубщиков обувного производственного объединения «Исани» в городе Тбилиси.
За разработку и выполнение встречных планов, осуществление мероприятий по повышению производительности труда на каждом рабочем месте, обеспечение режима экономии, развитие движения наставничества был в составе коллектива удостоен Государственной премии СССР за выдающиеся достижения в труде 1976 года.
Депутат Верховного Совета Грузинской ССР 9-го созыва.
Жил в Грузии.

## Награды
- Орден Ленина
- Орден Октябрьской Революции (10.03.1981)
- Орден Трудового Красного Знамени